# ロバート・A・ラヴェット
ロバート・アバークロンビー・ラヴェット（英語: Robert Abercrombie Lovett、1895年9月14日 – 1986年5月7日）は、アメリカ合衆国の政治家、軍人。1951年11月から1953年1月まで国防長官を務めた。国防副長官から昇進し、朝鮮戦争を指揮した。ダンホフはラヴェットを「冷戦の立役者 (Cold War Architect)」と呼んだ。また、「ザ・ワイズ・メン」 (The Wise Men：「賢人たち」) として知られる外交政策の長老グループの中核メンバーでもあった。

## 生涯

### 生い立ち
1895年9月14日、テキサス州ハンツヴィルにてユニオン・パシフィック鉄道の社長及び取締役会会長ロバート・スコット・ラヴェットの息子として出生した。ペンシルベニア州ポッツタウンのヒル・スクールを1914年に卒業した。
イェール大学に入ったラヴェットは、第一次世界大戦中、JPモルガン銀行代表社員を父に持ち、夏季休暇でフランスの救急隊を志願していた際にラファイエット戦闘機隊を見学して刺激を受けたフレデリック・トゥルビー・デイヴィソンらと、海軍航空の先駆者ジョン・ヘンリー・タワーズ少佐の斡旋でファースト・イェール・ユニットを組織した。デイヴィソンは墜落事故で重傷を負い離脱したが、ラヴェットは少尉として渡欧し、フランスでの基地設営指揮、イギリスでの爆撃・射撃訓練の後、在欧海軍航空隊司令部勤務や対潜哨戒に当たった。イギリス空軍の戦略爆撃部隊（空軍独立前は海軍航空隊が担当）の機銃手として潜水艦基地や鉄道、軍需品集積場に対する連日の爆撃に出たラヴェットは、持続的な爆撃は敵の対空砲火を弱めるという理論が実証されたと海軍に戦略爆撃部隊創設を勧める報告書を在欧海軍航空隊司令部に提出して承認され、陸・海軍省間の調整で、潜水艦基地を攻撃する夜間爆撃航空団新設（北部爆撃集団所属）が認められた。ラヴェットは航空団司令に任命され少佐に昇進し、部隊立ち上げの兵站を扱うとともに爆撃を指揮して、休戦時の部下は将校135人（うち操縦士88人）、下士官兵1,336人に達した。ラヴェットは海軍十字章を受章し、駐仏中にイェール大学の名門秘密クラブ「スカル・アンド・ボーンズ」加入が認められた。
除隊して軍功によりイェール大学を卒業したラヴェットはハーバード・ロー・スクールへ進学したが、法律が性に合わずビジネス・スクールに転じ、経営学修士号を取得して間もなく義父が代表社員の投資銀行ブラウン・ブラザーズ社員となり、親友のハリマン兄弟とブラウン・ブラザーズ・ハリマンへの合併を推進した。海外業務を専門としたラヴェットは年に2回、渡欧して各地を周り、全米飛行家協会会員になって飛行訓練を続け、1928年にはファースト・イェール・ユニットの仲間たちとエア・レース「トンプソン・トロフィー」を設立し、航空輸送に関する論文も書いた。

### 初期の政府経歴
1940年12月、ヘンリー・L・スティムソン陸軍長官の空軍担当特別補佐官に任命された。1941年4月にはラヴェットは空軍次官補に、ジョン・J・マクロイは総次官補に、またハーヴィー・H・バンディは陸軍長官特別補佐官になった。ラヴェットは事務能力に優れ、第二次世界大戦中には陸軍航空部隊の大規模拡大や多数の軍用機の調達を監督した。1945年9月には殊勲章を授与するに際し、ハリー・トルーマン大統領は、「彼は陸軍長官のまさに目や耳や手となり、アメリカの空軍力を急成長させて世界を驚かせ、戦争を迅速かつ成功裡に終わらせる上で実に大きな役割を果たした」と記した。
彼らとバンディが1945年9月に辞意を表明した際、トルーマン大統領はラヴェットとマクロイの辞任を拒否したが、ラヴェットは1945年12月にブラウン・ブラザーズ・ハリマンに復帰した。そのわずか1年余り後にワシントンに呼び戻され、国務次官としてジョージ・マーシャル将軍を補佐した。アーサー・ヴァンデンバーグ上院議員との対話を通じて、彼はヴァンデンバーグ決議の起草を手伝った。同決議は、NATO設立につながった。
ベルリン封鎖では、1948年6月に全面封鎖が始まる少し前からマーシャル国務長官は腎臓病で入院しており、同月末に空輸を最大限に利用すればベルリン市民に食糧を供給できるというトルーマン政権の方針が固まるまでの各種会議には、ラヴェット次官が国務省を代表して出席した。ラヴェットは、大戦中にヒマラヤ山脈越え空輸を経験した合衆国在欧空軍司令官カーチス・ルメイ中将と陸軍参謀本部計画・運用部長アルバート・ウェデマイヤー中将（査閲のため滞欧中）に相談して、空輸で少なくともベルリン市民の食糧供給は可能だと確信し、ジェームズ・フォレスタル国防長官にその旨を伝えた。航空担当陸軍次官補時代の経験から、空軍がベルリン空輸に輸送力を集中させるのを嫌うことを予測して、ラヴェット次官は正式な指揮系統を通さず私的に研究し、世界の全地域から貨物輸送に使用可能なあらゆる種類の航空機をベルリン空輸に集中させるよう空軍参謀総長ホイト・ヴァンデンバーグ大将に指示した。ヴァンデンバーグ空軍参謀総長は強く反対したが、トルーマン大統領が説得されて空輸を支持していたため手遅れだった。マーシャル国務長官の国際会議出席と病気入院で、ラヴェット国務次官の在任期間の73％は長官代理だった。
1949年1月に投資業に復帰したが、1950年9月に国防長官に就任したマーシャルは再度協力するよう要請した。国防副長官として、ラヴェットは省運営で重要な役割を演じ、CIAの創設に尽力した。
ラヴェットの国防長官就任当時、朝鮮戦争が終わる見通しは立っていなかった。彼の主な懸案は常に、長期的再軍備計画であった。ラヴェットはマーシャルと同様、第二次世界大戦終結後の軍備縮小はアメリカにとって重大な誤りであると信じていた。彼はマーシャルと共に1948年5月に建国されたイスラエルの承認に反対したが、これはイスラエル建国がこの地域における長期的なアメリカの戦略的利益に反すると考えたからであった。
朝鮮戦争勃発時にラヴェットは再軍備計画を設計した。これは、軍事上の需要を満たすこと及び将来の軍事的緊急事態の抑止・動員の基盤として機能することの双方を意図していた。ラヴェットが言うように、「これまでこの国には2つで1組となったスロットルしかなく、1つは戦争のために開かれ、もう1つは平和のために閉じられていた。我々が真にしようとしているのは、巡航速度を探ることである」。 
ラヴェットは朝鮮戦争の継続及びアメリカの国防力改善に向けた大規模金融予算を主張し、議会の更なる予算削減に強く反対し、陸軍や海軍や海兵隊を展開する必要性を強調して多額の資金を要求した。彼は、空軍機143機の購入（当時承認されていたのは95機）と軍備拡張という目標を目指して主張した。だが、全ての要望が満たされた訳では無かった。国防総省が1953年中に受領した実際の額は約442億ドルで、前年より約130億ドルの減であった。彼は当初710億ドルを要望していたが、後に490億ドルに引き下げた。
再軍備に向けたラヴェットの努力は、連邦政府と鉄鋼業界との大きな紛争により1952年に損なわれた。トルーマンは1952年4月に製鉄所を掌握し、ストライキ（主に賃金紛争による）の回避を図った。最高裁判所がトルーマンの差し押さえ命令を却下した後、ストライキが発生した。ラヴェットは、防衛生産維持に不可欠だとして大統領の行動を支持し、国家の軍事力に及ぼすストライキの影響について重大な懸念を表明した。それでも「1952年後半は、部分動員開始以来のアメリカの軍事的効果の中でも、最大の増加を記録した」と述べた。
トルーマン政権末期までに国防総省は朝鮮戦争における動員問題によく対処し、長期の準備作業に着手した。
ラヴェットは軍備問題の他、核兵器の適当な軍事的役割など、1950年代初期におけるいくつもの未解決問題を継承した。核兵器問題その他の主要軍事問題に関するラヴェットの姿勢は、概して前任者のそれを踏襲していた。彼は、一般軍事訓練は予備軍を構築する唯一の現実的・長期的方法であり、これにより正規軍の小規模化が可能になるとして、これを強く支持した。NATOを強く支持した彼は、1952年2月のNATO会議が1952年末に達成すべき50個師団と4,000機の軍用機の兵力目標を採択した際に、重要な役割を果たした。
比較的円滑な運営にもかかわらず、ラヴェットは既存の国防組織への不満を募らせた。彼は、真の統合は立法上の命令ではなく進化の過程からのみ生じると考えていたが、任期終了が近づくと、彼は1949年に制定された国家安全保障法を改正する必要性を認識した。彼は退任前週の記者会見で統合について発言し、アメリカが大きな紛争に巻き込まれた場合は、国防総省の大規模再編が必要だと述べた。1952年11月18日、トルーマン大統領に宛てた長文の手紙の中で以下の提言を行った。即ち国防長官と大統領・統合参謀本部 (JCS）及び3軍各省との関係の明確化・JCSの機能の再定義・3軍各省の再編及び軍需委員会と研究開発委員会の機能の再編と再定義である。
ラヴェットは、後継者によって実践的配慮のための彼の提言を意味し、彼らは実際にアイゼンハワー政権初期の数ヶ月間に再建計画の策定において重要な役割を果たした。選挙後の国防総省の秩序ある組織替えの必要性を懸念したラヴェットは、後任の国防長官であるチャールズ・E・ウィルソンと政権移行期間中に数回面会し、現在の問題についてしっかりと説明した。
1947年7月から1949年1月までの国務次官時代の日記は、ニュー＝ヨーク歴史協会の原稿集に収蔵された「ブラウン・ブラザーズ・ハリマン・コレクション」にて閲覧可能。

### その後の人生
1953年1月20日の辞任後は再びブラウン・ブラザーズ・ハリマンに戻り、無限責任組合員として長く活動した。彼は史上最も有能な国防長官の1人として、また国防組織に対する鋭い批判者として認識されている。彼の大きな業績としては、朝鮮戦争の動員完遂、長期的再軍備計画の立案・遂行、国防総省の再編提案などが挙げられる。1960年11月の大統領選挙の後、ジョーゼフ・P・ケネディは息子のジョン・F・ケネディに対し、望みの長官職をラヴェットに与えるよう勧めたが、ラヴェットは健康を理由として丁重に断った。1963年には自由勲章を受章した。1964年10月には国家への貢献により、名高いシルヴァヌス・セイヤー賞を陸軍士官学校から与えられた。
G・ウィリアム・ダンホフは、ラヴェット、ハーヴィー・バンディ、及びジョン・マクロイが緊密な関係を持っていたとした。また、ディーン・ラスクを国務長官に、ロバート・マクナマラを国防長官に、そしてC・ダグラス・ディロンを財務長官に任命すべしとのラヴェットの勧告をジョン・F・ケネディが受け入れたとした。
1986年5月7日にニューヨーク州ローカスト・ヴァレーで死去し、1986年1月4日には妻のアデルが先立った。両者とも自分の子供たちであるイヴリン（Evelyn、1920年3月 - 1967年5月）とロバート・スコット・ラヴェット2世（Robert Scott Lovett, II、1927年3月 - 1984年6月）よりも長命であった。
母校のイェール大学の史学科は、彼を顕彰して「軍事史・海軍史講座担当ロバート・A・ラヴェット教授 (Robert A. Lovett Chair of Military and Naval History)」の職を置いている。現職者は、著名な冷戦史家のジョン・ルイス・ギャディスである。

## 家族
1919年4月にアデル・クォートリー・ブラウン (Adele Quartley Brown) と結婚し、2人の子女が誕生した。